# Gottfried Wilhelm Sacer
Gottfried Wilhelm Sacer est un poète allemand auteur de cantiques né le 11 juillet 1635 à Naumbourg, en électorat de Saxe, et décédé le 8 septembre (ou le 18) 1699 à Wolfenbüttel, dans la principauté de Brunswick-Wolfenbüttel.

## Biographie
Issu d'une vieille famille de Thuringe, Gottfried Wilhelm Sacer, fils d'Andreas Sacer, bourgmestre de Naumbourg, entra à 14 ans à l’École régionale de Pforta qui accueillait alors les meilleurs élèves d'Allemagne. Il entra ensuite à l'université d'Iéna en 1653 pour des études de droit qui durèrent quatre années. Il travailla ensuite 2 années à Berlin au service de la famille von Platen puis comme précepteur des fils du suédois Regierunsrath von Pohlen et enfin des fils de la famille von Bünau. Il noue des contacts avec des poètes tels que Paul Gerhardt, Georg Philipp Harsdörffer et Andreas Tscherning. En 1669, Sacer accepte un poste d'avocat à la Haute Cour de Wolfenbüttel ce qui le contraint à reprendre des études de droit. Il obtient ainsi en septembre 1671 un doctorat à l'université de Kiel. Il terminera sa vie dans cette ville de Basse-Saxe et sera enterré à l'église Sainte-Marie.
Johann Sebastian Bach a utilisé ses textes pour l'oratorio de l'Ascension (BWV 11) et pour un choral (le BWV 472)

## Œuvre
- Nützliche Erinnerungen wegen der deutschen Poeterey. Stettin 1661.
- Reime dich, oder ich fresse dich. Northausen (recte: Jena) 1673.
- (Übs.) Pierre Antoine Mascaron: Die letzten Worte des sterbenden Seneca. Leipzig 1666.

## Sources
- (en) Biographie sur Bach-cantatas.com